# Broken Blossom
Broken Blossom è il quarto album in studio della cantante e attrice statunitense Bette Midler, pubblicato nel 1977.

## Tracce
Side A:
1. Make Yourself Comfortable (Bob Merrill) – 3:59
2. You Don't Know Me (Eddy Arnold, Cindy Walker) – 3:39
3. Say Goodbye to Hollywood (Billy Joel) – 3:02
4. I Never Talk To Strangers (duet with Tom Waits) (Tom Waits) – 3:39
5. Daybreak (Storybook Children) (David Pomeranz, Spencer Proffer) – 3:40
6. Red (John Carter, Sammy Hagar) – 3:17

Side B:
1. Empty Bed Blues (J. C. Johnson) – 3:19
2. A Dream Is a Wish Your Heart Makes (Mack David) – 3:09
3. Paradise (Perry Botkin Jr., Gil Garfield, Harry Nilsson) – 4:15
4. Yellow Beach Umbrella (Craig Doerge, Judy Henske) – 4:24
5. La Vie en Rose (Mack David, Louiguy, Édith Piaf) – 2:59